# Landkreis Tuttlingen
Landkreis Tuttlingen är ett distrikt i Baden-Württemberg, Tyskland.
1. ↑  GeoNames, 2005, Geonames-ID: 3214111, läs online och läs online.[källa från Wikidata]
2. ↑  läs online, www.destatis.de .[källa från Wikidata]
3. ↑  hämtat från: tyskspråkiga Wikipedia.[källa från Wikidata]